# Parlons sciences
 (avril 2024).
Si vous disposez d'ouvrages ou d'articles de référence ou si vous connaissez des sites web de qualité traitant du thème abordé ici, merci de compléter l'article en donnant les références utiles à sa vérifiabilité et en les liant à la section « Notes et références ».
Parlons sciences (en anglais : Let's Talk Science) est un organisme caritatif canadien enregistré qui se consacre à  l'éducation et au développement des compétences des enfants et des jeunes au Canada grâce à des programmes axés sur les sciences, la technologie, l' ingénierie et les mathématiques ( les STIM ). Parlons sciences offre de la programmation en français depuis ses débuts, et offre maintenant la plupart de ses ressources en ligne et l’ensemble de ses initiatives nationales en anglais et en français. Fondée à London, Ontario en 1993, le siège social demeure à London, ON et il y a deux bureaux régionaux à Calgary, AB et St. John's, NL . De nombreux autres employés travaillent à domicile dans tout le pays. Bonnie Schmidt, Ph. D., est la présidente et fondatrice de Parlons sciences.

## Historique
Parlons sciences a été fondée en 1993 par Bonnie Schmidt. Alors qu’elle terminait son doctorat en physiologie à l’Université Western, elle s’est rendue dans des classes de la région avec des collègues qui étudiaient avec elle pour animer des activités et démonstrations scientifiques pratiques. L’objectif était de promouvoir un intérêt pour les STIM dès un jeune âge et d’aider les enfants et les jeunes à acquérir des compétences axées sur l’investigation.
Le programme de sensibilisation continue de prendre de l'ampleur avec le programme Sensibilisation Parlons sciences qui opère dans 53 écoles postsecondaires d'un océan à l'autre :
- 1993 : Université d'Ottawa, Université Queen's
- 1995 : Université de Victoria, Université Simon Fraser
- 1996 : Université Memorial de Terre-Neuve
- 1997 : Université de la Colombie-Britannique, Université McMaster, Université de Toronto (campus St. George), Université de Guelph
- 1998 : Université McGill, Université de l'Alberta, Université de Winnipeg
- 2000 : Université Dalhousie, Université du Manitoba
- 2001 : Université de Calgary, Université Carleton et campus de Mississauga de l'Université de Toronto.
- 2004 : Campus Scarborough de l'Université de Toronto, Université du Nouveau-Brunswick, Université de la Saskatchewan
- 2005 : Le Cambrian College devient le premier partenaire collégial de Sensibilisation Parlons sciences.
- 2005 : Université Laurentienne
- 2008 : Université York, Université du Québec à Montréal, Université de Waterloo
- 2009 : Collège Fleming, Collège Confédération, Université de l'Î.-P.-É .
- 2010 : Université du Cap-Breton, Université du Nouveau-Brunswick à St. John, Université de Lethbridge, Université de Sherbrooke .
- 2011 : Université Concordia, Institut universitaire de technologie de l'Ontario, Collège Fanshawe
- 2012 : Campus Grenfell de l'Université Memorial de Terre-Neuve, Université Mount Allison
- 2013 : Université de Windsor, Collège loyaliste
- 2015 : Université de Moncton, Université Brock
- 2018 : Université Lakehead à Orillia et Thunder Bay, Université de la vallée du Fraser et Université de la Colombie-Britannique, campus de l'Okanagan ,
- 2018 : Université des Premières Nations du Canada, Aurora Research Institute Western Arctic Research Centre, Université du Québec à Chicoutimi
- 2019 : Institut de recherche Aurora, Centre de recherche de South Slave

La contribution des bénévoles est variée, comprenant des activités en classe, des visites de laboratoires, des jurys à des foires scientifiques, l’animation du Défi Parlons sciences et la conception de ressources en ligne. Le premier Défi Parlons sciences en français a été présenté à l’Université de Sherbrooke, au Québec, en 2017. 
Parlons sciences offre désormais des occasions de formation professionnelle aux enseignants et enseignantes, des ressources en ligne pour les jeunes et leurs pédagogues ainsi que des activités de sensibilisation en classe, en mode virtuel ou en contexte communautaire partout au pays. Depuis 1993, Parlons sciences a interagi avec plus de 9,5 millions de jeunes au Canada.

## Programmes

### Sensibilisation Parlons sciences
Sensibilisation Parlons sciences est un programme national qui met en lien les jeunes et leurs enseignants et enseignantes avec des étudiants et étudiantes de niveau postsecondaire devenus bénévoles dans la cinquantaine de sites Sensibilisation Parlons sciences. Ces bénévoles formés font participer les jeunes de la petite enfance à la fin du secondaire à une variété d’activités pratiques axées sur les STIM qui sont alignées sur les programmes d’études, que ce soit virtuellement ou en personne. Les visites en classe sont offertes en anglais et en français (selon le lieu) et peuvent être adaptées en fonction de chaque groupe scolaire, groupe communautaire, bibliothèque, camp d’été ou programme parascolaire.

### Ressourcespédagogiquesen ligne
Le site Web de Parlons sciences propose une collection de ressources sur les STIM qui sont alignées sur les programmes d’études : idées de leçons, stratégies d’apprentissage, documents d’information, articles informatifs et profils de carrière en anglais et en français.

### Formation professionnelle pour enseignants et enseignantes
Le programme de formation professionnelle pour enseignants et enseignantes de Parlons sciences est axé sur la culture numérique et les compétences mondiales qui permettent de résoudre des problèmes bien réels en classe. Cette formation est offerte sous forme de webinaires, de séances en direct, d’apprentissage « à son propre rythme », de séances en personne, de séminaires, de sommets et d’instituts d’été.